# Saint-Christophe-sur-Roc
Saint-Christophe-sur-Roc és un municipi francès situat al departament de Deux-Sèvres i a la regió de la Nova Aquitània. L'any 2007 tenia 547 habitants.

## Demografia

### Població
El 2007 la població de fet de Saint-Christophe-sur-Roc era de 547 persones. Hi havia 210 famílies de les quals 40 eren unipersonals (20 homes vivint sols i 20 dones vivint soles), 83 parelles sense fills, 83 parelles amb fills i 4 famílies monoparentals amb fills.
La població ha evolucionat segons el següent gràfic:
Habitants censats

### Habitatges
El 2007 hi havia 249 habitatges, 213 eren l'habitatge principal de la família, 21 eren segones residències i 15 estaven desocupats. 230 eren cases i 9 eren apartaments. Dels 213 habitatges principals, 183 estaven ocupats pels seus propietaris, 29 estaven llogats i ocupats pels llogaters i 1 estava cedit a títol gratuït; 1 tenia una cambra, 9 en tenien dues, 26 en tenien tres, 52 en tenien quatre i 126 en tenien cinc o més. 171 habitatges disposaven pel capbaix d'una plaça de pàrquing. A 72 habitatges hi havia un automòbil i a 133 n'hi havia dos o més.

### Piràmide de població
La piràmide de població per edats i sexe el 2009 era:
| Homes | Edats   | Dones |
| ----- | ------- | ----- |
| 0     | 95 o +  | 4     |
| 0     | 90 a 94 | 0     |
| 4     | 85 a 89 | 4     |
| 0     | 80 a 84 | 0     |
| 8     | 75 a 79 | 4     |
| 24    | 70 a 74 | 20    |
| 12    | 65 a 69 | 20    |
| 12    | 60 a 64 | 16    |
| 4     | 55 a 59 | 4     |
| 12    | 50 a 54 | 4     |
| 12    | 45 a 49 | 28    |
| 16    | 40 a 44 | 4     |
| 24    | 35 a 39 | 16    |
| 20    | 30 a 34 | 28    |
| 20    | 25 a 29 | 16    |
| 12    | 20 a 24 | 4     |
| 4     | 15 a 19 | 16    |
| 12    | 10 a 14 | 4     |
| 16    | 5 a 9   | 8     |
| 8     | 0 a 4   | 20    |

## Economia
El 2007 la població en edat de treballar era de 348 persones, 283 eren actives i 65 eren inactives. De les 283 persones actives 266 estaven ocupades (146 homes i 120 dones) i 17 estaven aturades (4 homes i 13 dones). De les 65 persones inactives 28 estaven jubilades, 25 estaven estudiant i 12 estaven classificades com a «altres inactius».

### Ingressos
El 2009 a Saint-Christophe-sur-Roc hi havia 227 unitats fiscals que integraven 592,5 persones, la mediana anual d'ingressos fiscals per persona era de 16.700 €.

### Activitats econòmiques
Dels 8 establiments que hi havia el 2007, 1 era d'una empresa de fabricació d'altres productes industrials, 2 d'empreses de construcció, 2 d'empreses de comerç i reparació d'automòbils i 3 d'empreses d'hostatgeria i restauració.
Dels 5 establiments de servei als particulars que hi havia el 2009, 1 era un taller de reparació d'automòbils i de material agrícola, 2 empreses de construcció i 2 restaurants.
L'any 2000 a Saint-Christophe-sur-Roc hi havia 18 explotacions agrícoles que ocupaven un total de 1.170 hectàrees.

## Equipaments sanitaris i escolars
El 2009 hi havia una escola elemental integrada dins d'un grup escolar amb les comunes properes formant una escola dispersa.

## Poblacions més properes
El següent diagrama mostra les poblacions més properes.